# Tróquilo
Tróquilo, na mitologia grega, foi um sacerdote argivo dos mistérios, que se refugiou em Elêusis e teve dois filhos, dentre os quais Triptólemo.
De acordo com Pausânias, uma das versões da lenda de Triptólemo, atribuída aos argivos, que disputavam com os atenienses como sendo os mais antigos, e os que haviam recebido mais dádivas dos deuses, quando Deméter estava procurando sua filha, ela parou em Argos, onde foi recebida por Pelasgo; Chrisante, que sabia do rapto, o contou à deusa. Mais tarde, Tróquilo, sacerdote dos mistérios, fugiu de Argos por causa da inimizade de Agenor, se refugiou na Ática, casou-se com uma mulher de Elêusis e teve dois filhos, Eubuleu e Triptólemo.
Pausânias prefere a versão ateniense, de que Triptólemo, filho de Celeu, foi quem primeiro usou sementes na agricultura.